# Беллвуд (Небраска)
Беллвуд (англ. Bellwood) — селище (англ. village) в США, в окрузі Батлер штату Небраска. Населення — 407 осіб (2020).

## Географія
Беллвуд розташований за координатами 41°20′31″ пн. ш. 97°14′24″ зх. д. / 41.34194° пн. ш. 97.24000° зх. д. (41.342044, -97.239950).  За даними Бюро перепису населення США в 2010 році селище мало площу 0,62 км², уся площа — суходіл.

## Демографія
Згідно з переписом 2010 року, у селищі мешкало 435 осіб у 167 домогосподарствах у складі 117 родин. Густота населення становила 706 осіб/км².  Було 187 помешкань (303/км²).
Расовий склад населення:
| - 99,1 % — білих - 0,2 % — азіатів |

До двох чи більше рас належало 0,7 %. Частка іспаномовних становила 0,7 % від усіх жителів.
За віковим діапазоном населення розподілялося таким чином: 31,7 % — особи молодші 18 років, 52,9 % — особи у віці 18—64 років, 15,4 % — особи у віці 65 років та старші. Медіана віку мешканця становила 37,6 року. На 100 осіб жіночої статі у селищі припадало 96,8 чоловіків;  на 100 жінок у віці від 18 років та старших — 98,0 чоловіків також старших 18 років.
Середній дохід на одне домашнє господарство  становив 53 705 доларів США (медіана — 43 333), а середній дохід на одну сім'ю — 63 078 доларів (медіана — 50 625). Медіана доходів становила 34 038 доларів для чоловіків та 32 250 доларів для жінок. За межею бідності перебувало 15,2 % осіб, у тому числі 21,7 % дітей у віці до 18 років та 21,5 % осіб у віці 65 років та старших.
Цивільне працевлаштоване населення становило 173 особи. Основні галузі зайнятості: виробництво — 24,3 %, роздрібна торгівля — 23,7 %, освіта, охорона здоров'я та соціальна допомога — 15,6 %, сільське господарство, лісництво, риболовля — 9,8 %.